# (196256) 2003 EH1
2003 إي إتش 1 (ويعرف أيضًا باسم (196256) 2003 إي إتش 1 وفق تسمية الكوكب الصغير) (بالإنجليزية: 2003 EH1)‏ هو كويكب ضمن حزام الكويكبات؛ وترتيبه 196256 من حيث الاكتشاف.
اكتُشف هذا الجُرم الفلكي بواسطة مرصد لويل للبحث عن الأجرام القريبة من الأرض في 6 مارس 2003.

## وصلات خارجية
- (196256) 2003 EH1 في قاعدة بيانات مختبر الدفع النفاث لأجرام النظام الشمسي الصغيرة

- الاكتشاف · مخطط المدار ·  العناصر المدارية · المعلمات المادية

- (196256) 2003 EH1 على موقع ويكي سكاي: DSS2, SDSS, GALEX, IRAS, Hydrogen α, X-Ray, Astrophoto, Sky Map, Articles and images